# Le Chien des Baskerville (téléfilm, 1988)
Pour les articles homonymes, voir Le Chien des Baskerville (homonymie).
Le Chien des Baskerville (The Hound of the Baskervilles) est un téléfilm britannique de Brian Mills, diffusé pour la première fois en 1988 sur le réseau ITV.
Adapté du roman éponyme d'Arthur Conan Doyle, il fait partie de la série télévisée Sherlock Holmes, servant à l'origine de final à la saison 2.

## Synopsis
Le célèbre détective Sherlock Holmes et son fidèle Dr Watson sont appelés pour résoudre une effroyable malédiction qui poursuit la malheureuse famille des Baskerville, décimée par un monstrueux chien, sorti tout droit de l'enfer, depuis que Sir Hugo, un ancêtre, tua une paysanne. Mais l'héritier actuel, qui arrive d'Amérique, ne croit pas en ces fariboles.

## Commentaires
Adaptation par les studios Granada du célèbre roman de sir Arthur Conan Doyle. Bien qu'étant la version filmée la plus fidèle qui puisse exister, elle est fréquemment critiquée par les habitués de la série, pour son manque manifeste de rythme.

## Fiche technique
- Titre français : Le Chien des Baskerville
- Titre original anglais : The Hound of the Baskervilles
- Réalisation : Brian Mills
- Scénario : Trevor Bowen d’après le roman éponyme d’Arthur Conan Doyle
- Décors : Christopher J. Bradshaw et James Weatherup
- Costumes : Kayt Turner
- Maquillages : Ruth Quinn
- Photographie : Michael B. Popley
- Effets spéciaux : Lyndon Evans
- Musique : Patrick Gowers
- Production : June Wyndham-Davies
- Société de production : Granada Television
- Pays : Royaume-Uni
- Langue : Anglais
- Format :
- Durée : 102 min. (1h 42)
- Genre : Policier
- Date de première diffusion :  Royaume-Uni : 31 août 1988 ;  France : ?

## Distribution
- Jeremy Brett : Sherlock Holmes
- Edward Hardwicke : le docteur Watson
- Kristoffer Tabori : sir Henry Baskerville
- Raymond Adamson : sir Charles Baskerville
- Fiona Gillies : Beryl Stapleton
- James Faulkner : Stapleton
- Neil Duncan : le docteur Mortimer
- Rosemary McHale : Mrs Barrymore
- Ronald Pickup : Barrymore